# (33545) 1999 JV9
(33545) 1999 JV9 est un astéroïde de la ceinture principale d'astéroïdes découvert en 1999.

## Description
(33545) 1999 JV9 a été découvert le 8 mai 1999 à la Station Catalina, un observatoire astronomique situé dans les Monts Santa Catalina à environ 29 kilomètres au nord-est de Tucson dans l'Arizona, par le projet Catalina Sky Survey.

### Caractéristiques orbitales
L'orbite de cet astéroïde est caractérisée par un demi-grand axe de 2,75 ua, un périhélie de 2,69 ua, une excentricité de 0,02 et une inclinaison de 15,47° par rapport à l'écliptique. Du fait de ces caractéristiques, à savoir un demi-grand axe compris entre 2 et 3,2 ua et un périhélie supérieur à 1,666 ua, il est classé, selon la JPL Small-Body Database, comme objet de la ceinture principale d'astéroïdes.

### Caractéristiques physiques
(33545) 1999 JV9 a une magnitude absolue (H) de 15,0 et un albédo estimé à 0,206.